# 油酸乙酯
油酸乙酯是一种有机化合物，分子式C20H38O2，能视为油酸（顺-十八碳-9-烯酸）与乙醇形成的脂肪酸乙酯，常温常压下为无色至淡黄色油状液体。油酸乙酯能通过布沃-布朗还原反应还原为油醇和乙醇。